# Adriana Benetti
Adriana Benetti (* 4. Dezember 1919 in Comacchio; † 24. Februar 2016) war eine italienische Schauspielerin.

## Leben
Benetti erhielt nach ihrem Schauspieldiplom am Centro Sperimentale di Cinematografia das Angebot für die – ihr auf den Leib geschriebene – Hauptrolle der schüchternen und vernünftigen Teresa in Vittorio De Sicas Teresa Venerdi, die ihr großen Erfolg brachte. Allerdings führte dieser Erfolg auch dazu, dass ihre folgenden Filmrollen nur Blaupausen dieser Charakterisierung boten und sie wieder und wieder als einfühlsame, zurückhaltende junge Frau besetzt wurde. Die braunhaarige, zarte und immer melancholisch wirkende Benetti wurde so während des gesamten Jahrzehnts zur Verkörperung der italienischen Verlobten; um diesem Klischee zu entgehen, drehte sie nach beinahe zehn Jahren der Klischeeerfüllung (nur der 1947 entstandene Tombolo, paradiso nero bot mit der Figur einer zur Überwindung der Nachkriegsnot in die Prostitution getriebenen jungen Frau einen an den Kassen wenig erfolgreichen Ausbruch davon) in Spanien und Argentinien, darunter den ersten argentinischen Film mit internationaler Beachtung und Auszeichnungen, Blutige Wasser. Nach 1957 nicht mehr aktiv, ist sie heute fast vergessen.
1947 löste Benetti einen kleinen Skandal aus, als sie im Bikini für das Wochenmagazin „Tempo illustrato“ posierte.

## Filmografie (Auswahl)
- 1941: Verliebte Unschuld (Teresa Venerdi)
- 1942: Lüge einer Sommernacht (Quattro passi fra le nuvole)
- 1947: Stürme der Leidenschaft (Furia)
- 1949: Kameraden auf See (Neutralidad)
- 1950: Die letzten Tage von Pompeji (Gli ultimi giorni di Pompei)
- 1950: Der tolle Juxbaron (47, morto che parla)
- 1954: Blutige Wasser (Las aguas bajan turbias)
- 1957: A vent'anni è sempre festa